# Tabernaemontana persicariaefolia
Pour les articles homonymes, voir Bois de lait.
Espèce
Classification phylogénétique
Tabernaemontana persicariaefolia est une espèce florale de la famille des Apocynacées endémique de l'île de La Réunion, dans l'océan Indien.
Son nom vernaculaire est bois de lait, comme Tabernaemontana mauritiana.

## Distribution
On trouve Tabernaemontana persicariaefolia dans les ravines de l'ouest de l'île.

## Espèces associées
Nesomicrixia insularis lui est associée.

## Informations complémentaires

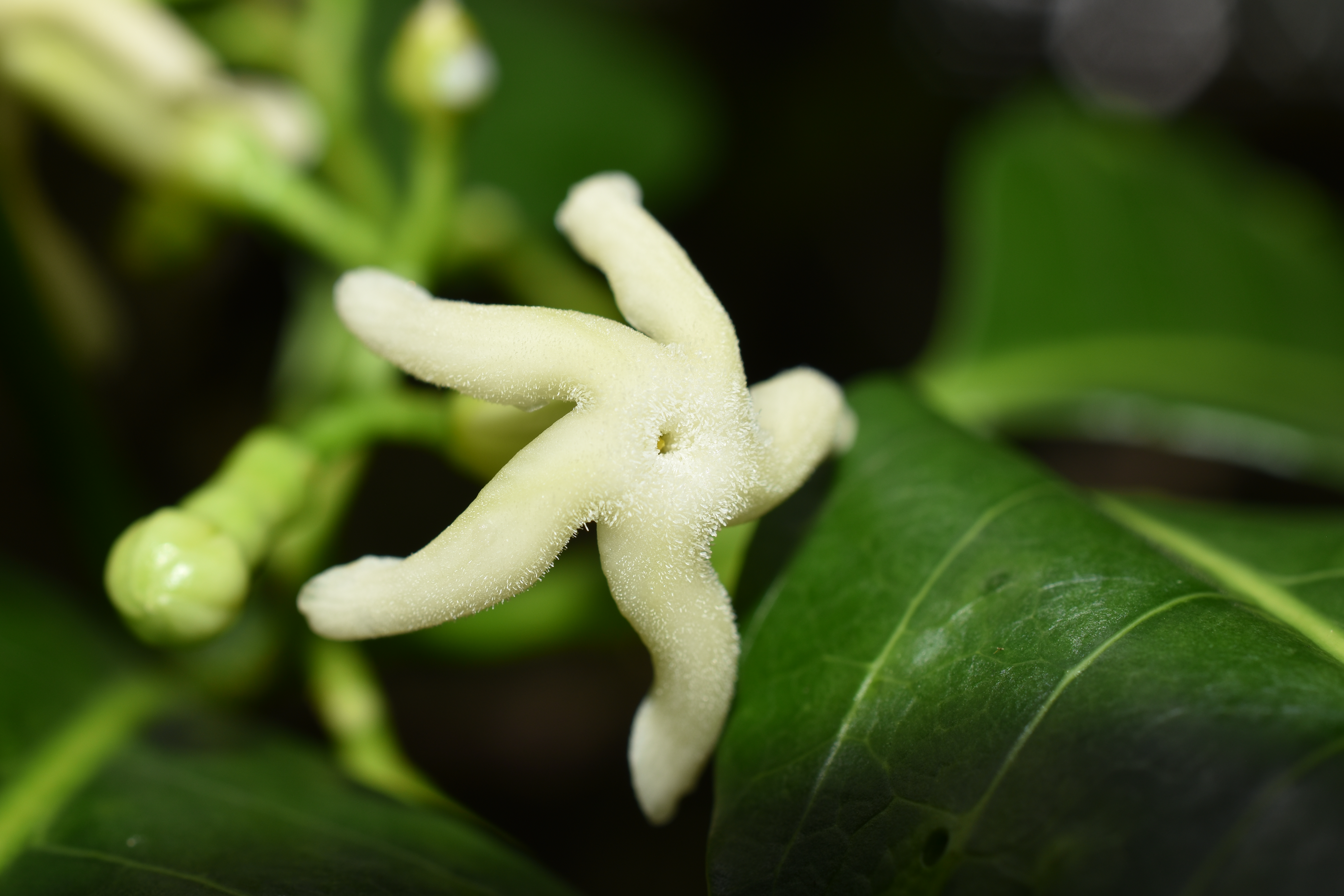
Fleur de Tabernaemontana persicariaefolia ile de La Réunion

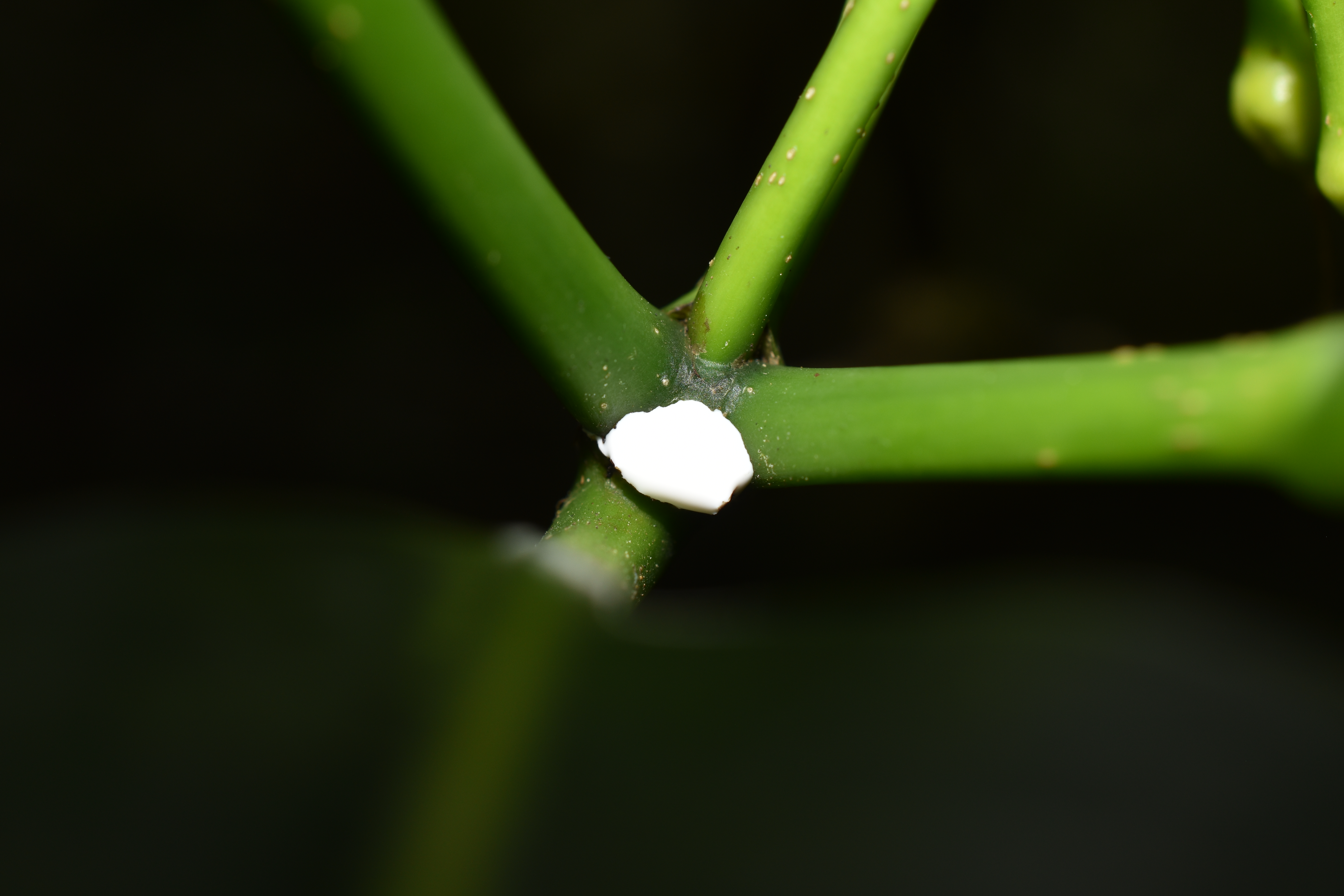
Latex de Tabernaemontana persicariaefolia ile de La Réunion

- Latex de Tabernaemontana persicariaefolia ile de La RéunionFlore endémique de La Réunion.